# Sechzehneichen
Sechzehneichen ist ein Ortsteil der Gemeinde Wusterhausen/Dosse mit 57 Einwohnern (Stand 2022) im Landkreis Ostprignitz-Ruppin des Bundeslandes Brandenburg. Es liegt neun Kilometer nördlich von Wusterhausen/Dosse in der historischen Landschaft Prignitz.
Das Kolonistendorf wurde auf Erlass Friedrichs des Großen im Jahr 1783/1784 angelegt. Damals wurden 10 Doppelhäuser gebaut, die 20 Familien bewohnten. Der Name stammt von den 16 Eichen, die auf diesem Flurstück standen. Mittlerweile stehen diese Eichen nicht mehr. Auf dem Friedhof wurden aber 16 neue gepflanzt. Eine wuchs nicht an und wurde ersetzt (sie war kleiner als die anderen), deshalb sagte man spaßeshalber „15 Eichen und ein Stuppen“. Ein weiterer „Friedenseiche“ genannter Baum steht vor der Leichenhalle. Vor der Wende wurde Sechzehneichen mit dem Titel schönes Dorf im Kreis Kyritz ausgezeichnet. Am 1. Juli 1973 wurde Sechzehneichen nach Bantikow eingemeindet.